# Poligrafia

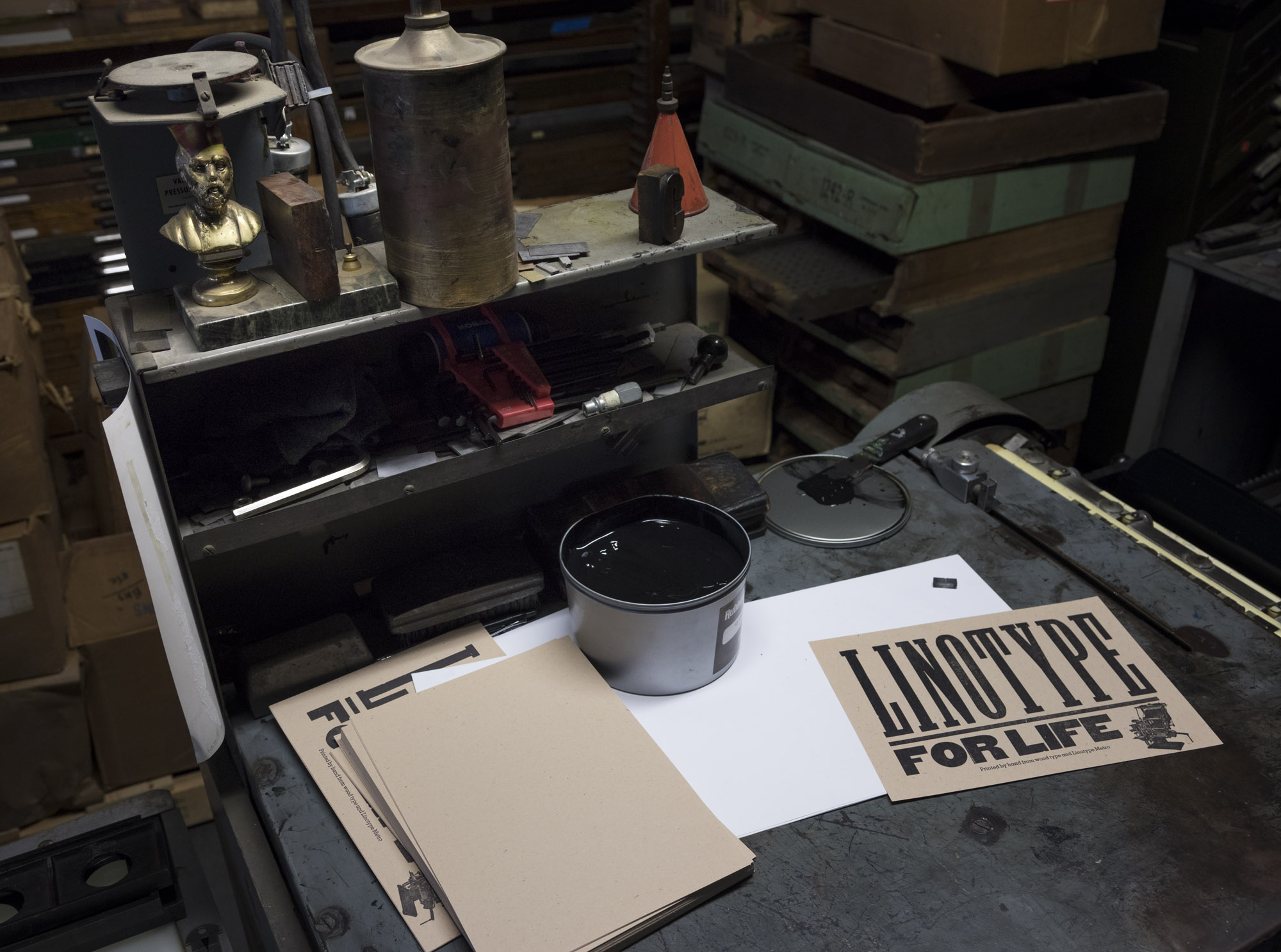
Tradycyjny warsztat poligraficzny, w studiu Woodside Press w Nowym Jorku

Poligrafia – dziedzina techniki i technologii, której przedmiot stanowią procesy wytwarzania druków (np. gazet, książek, plakatów, etykiet, opakowań) na różnorodnych podłożach (np. na papierze, kartonie, metalu, tworzywach sztucznych). Termin ten jest również synonimem całej gałęzi przemysłu – przemysłu poligraficznego.

## Nauka

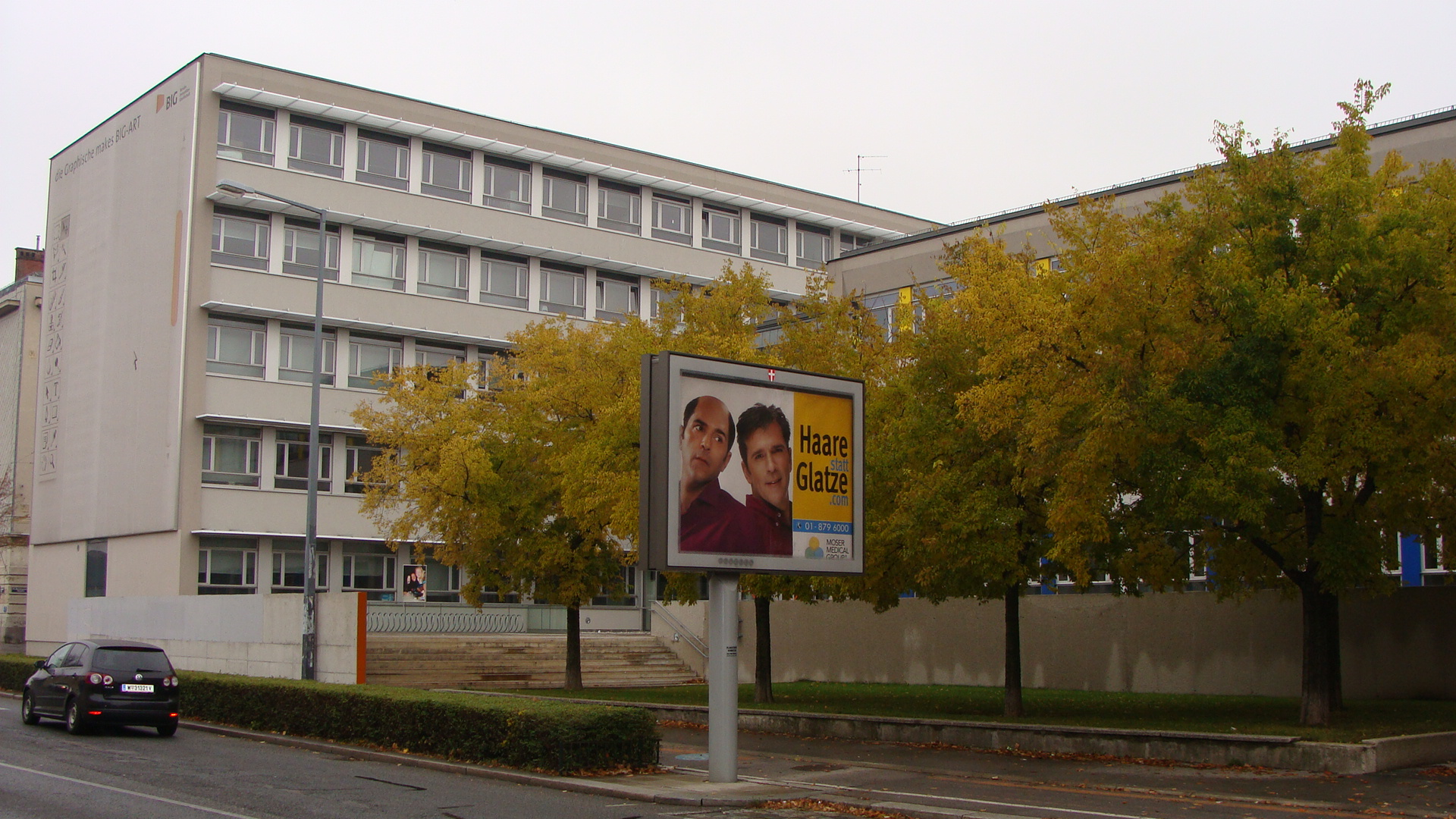
Najstarszy instytut poligraficzny (HGBLuVA w Wiedniu)

Poligrafia dąży do ciągłego doskonalenia druku, co wiąże się przykładowo z projektowaniem nowych maszyn i urządzeń oraz opracowywaniem efektywniejszych metod, materiałów i środków przy produkcji. Osiągnięcia poligrafii czynią z niej ważną część komunikacji wizualnej, co ma wpływ na wiele branż i dziedzin życia jak np. marketing, informacja czy edukacja.
Pierwsze systemowe badania poligraficzne zaczęto prowadzić w Austro-Węgrzech, gdzie w 1888 roku założono najstarszy instytut poligraficzny (Höhere Graphische Bundes-Lehr- und Versuchsanstalt w Wiedniu). Współcześnie poligrafia jest powszechną interdyscyplinarną dziedziną naukową a badania w jej zakresie prowadzone są w licznych ośrodkach naukowych na świecie. W Polsce badania poligraficzne prowadzone są od 1958 roku, gdzie zapoczątkowano je w Centralnym Laboratorium Poligraficznym w Warszawie (obecnie Centralny Ośrodek Badawczo-Rozwojowy Przemysłu Poligraficznego). Od 1967 roku także w Instytucie Poligrafii Politechniki Warszawskiej, a od 2002 roku w Instytucie Papiernictwa i Poligrafii Politechniki Łódzkiej.

## Przemysł poligraficzny

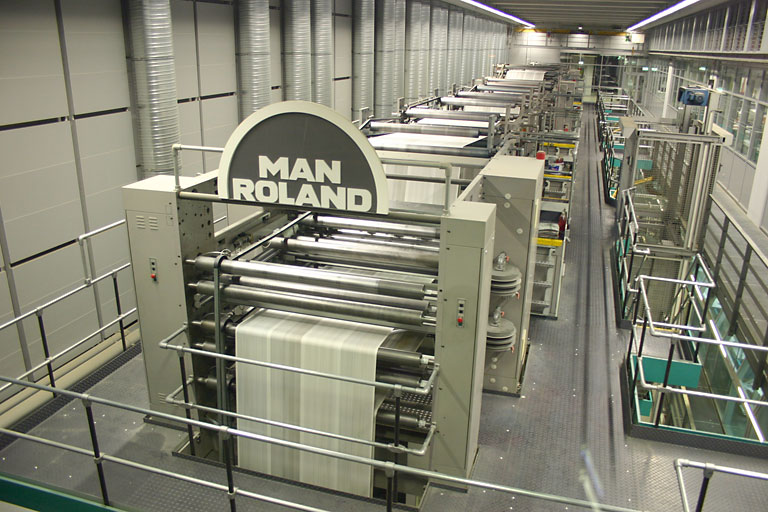
Przemysłowy druk gazet

Przemysł poligraficzny jest szczególną dziedziną produkcyjną – obejmuje opracowywanie wzorców (form drukowych) oryginałów tekstowych i rysunkowych oraz drukowanie za ich pomocą kopii, w większości na potrzeby masowego odbiorcy.

### Etapy
Dawniej wszystkie etapy produkcji poligraficznej odbywały się przede wszystkim w drukarniach. Współcześnie w wyniku postępującej komputeryzacji i wprowadzania coraz nowocześniejszych technik cyfrowych, początkowe etapy wykonywane są zazwyczaj w specjalistycznych studiach, gdzie materiały przeznaczone do druku są poddawane cyfrowej obróbce i montażowi. Umożliwia to tworzenie form drukowych metodą ctplate („od komputera do wzorca”) lub metodą ctprint („od komputera do odbitki” – drukowanie cyfrowe).
Wg normy ISO 12637 produkcję poligraficzną można podzielić na następujące etapy:
- Prepress
  - technologia analogowa
    - przygotowanie: projektowanie, obróbka i reprodukcja obrazu, wykonanie proofu
    - montaż obrazu: impozycja i wykonanie proofu
    - wykonanie formy drukowej: mechaniczne, fotochemiczne, elektroniczne grawerowanie

  - technologia cyfrowa
    - przygotowanie: projektowanie, obróbka i reprodukcja obrazu, wykonanie proofu
    - montaż obrazu: impozycja i wykonanie proofu
    - wykonanie formy drukowej: elektroniczne grawerowanie, CtF, od komputera do podłoża, CtP, od komputera do elektronicznego nośnika obrazu

- Press (drukowanie)
  - bezfarbowe
    - fotochemiczne: halogenkami srebra, diazoniowe
    - termochemiczne: bezpośrednie termiczne
    - elektrochemiczne: wyładowaniami iskrowymi

  - bezformowe
    - ink-jet: ciągły, kropla na żądanie
    - termotransferowe: z nośnikiem woskowym, termosublimacyjne
    - elektrostatyczne (zob. druk cyfrowy): elektrograficzne, elektrofotograficzne, strumieniem elektronów, magnetograficzne

  - z formą
    - wypukłe: fleksograficzne, typograficzne, typooffsetowe
    - płaskie: litograficzne, offsetowe
    - wklęsłe: rotograwiurowe, wklęsłolinijne, tamponowe
    - farboprzenikalne: sitodrukowe, risograficzne

- Postpress
  - obróbka introligatorska
  - uszlachetnianie druku
  - spedycja

### Rodzaje farb drukowych

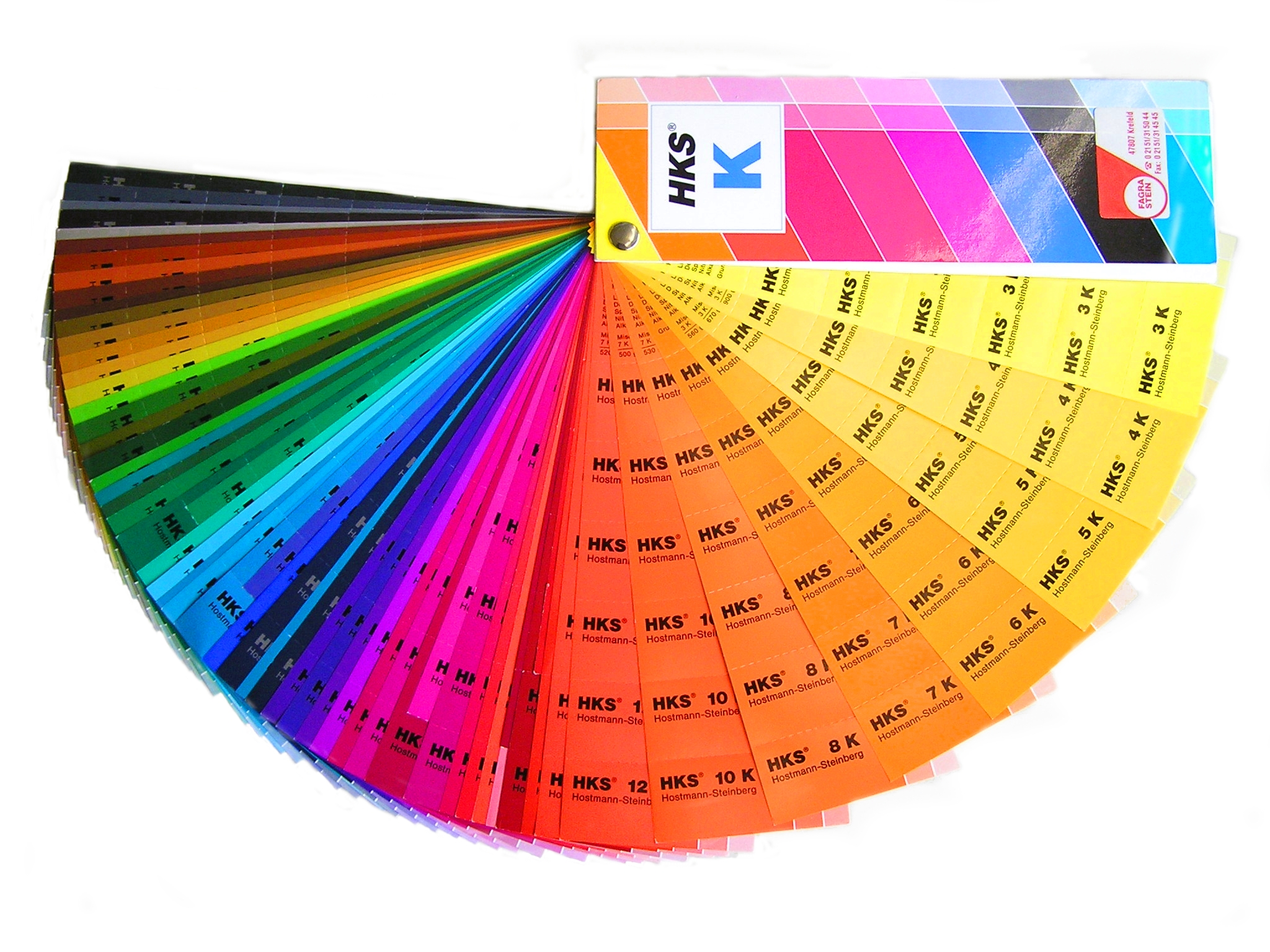
Wzornik barw systemu HKS. K oznacza Kunstpapier (papier powlekany)

Farby drukowe różnią się metodą tworzenia barwy:
- farby procesowe : zestaw kilku (np. trzech, czterech lub sześciu) farb przy pomocy których – stosując technikę rastrowania obrazu i separacji barw – możliwe jest zadowalające odtworzenie palety barw naturalnych na reprodukowanym obrazie poligraficznym.
  - cztery farby procesowe (CMYK). CMYK to jednocześnie jedna z przestrzeni barw w pracy z grafiką komputerową.
  - zestaw Hexachrome – sześciu farb ( CMYK + pomarańczową orange i zieloną green = CMYKOG)
- farby spotowe (ang. spot colors) kolory dodatkowe = (specjalne, spotowe, "z puszki") farby, które zazwyczaj dają barwę nieosiągalną za pomocą farb procesowych)
  - Pantone (wykonane na podstawie wzorników barw ) Pantone Color Matching System = Pantone CMS
  - HKS (wykonane na podstawie wzorników barw)
  - barwy indywidualnie wskazanej przez zamawiającego
  - RAL color system - używany głównie w Europie, zobacz opis techniczny flagi Niemiec według niemieckiego ministerstwo spraw wewnętrznych